# Otto Gotsche

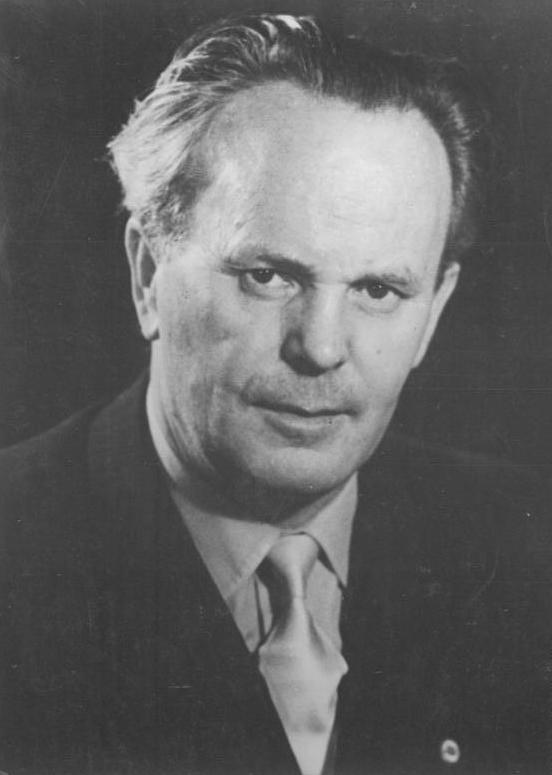
Otto Gotsche, 1961

Otto Gotsche (* 3. Juli 1904 in Wolferode; † 17. Dezember 1985 in Ost-Berlin) war ein deutscher Widerstandskämpfer gegen den Nationalsozialismus, Politiker (KPD, SED) und Schriftsteller. Von 1960 bis 1971 war er Sekretär des Staatsrates der DDR.

## Leben

### Herkunft und Jugend

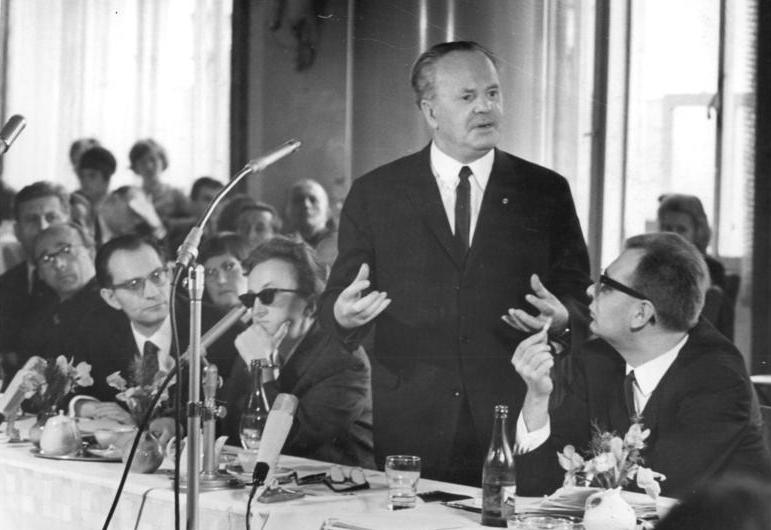
Literaturgespräch mit Otto Gotsche, 1966

Gotsche war Sohn eines Bergarbeiters und erlernte den Beruf eines Klempners, in die KPD trat er bereits 1919 als Fünfzehnjähriger ein. 
Er wurde 1921 wegen Teilnahme an den Märzkämpfen und 1923 als KPD-Funktionär wegen Hochverrats zu Gefängnisstrafen verurteilt. Bis 1933 war Gotsche vor allem in den Parteibezirken Halle-Merseburg und Wasserkante tätig. 1932/33 war er Stadtverordneter in Harburg-Wilhelmsburg. 

### Zeit des Nationalsozialismus
Im März 1933 wurde Gotsche verhaftet und mehrere Monate im KZ Sonnenburg festgehalten. Nach der Entlassung musste er sich regelmäßig bei der Polizeiwache seines Wohnortes melden.
Gotsche war seit 1934 als Klempner auf verschiedenen Großbaustellen im Raum Halle-Merseburg tätig, wodurch er die Möglichkeit hatte, unauffällig Verbindungen zu anderen Kommunisten herzustellen. Von 1941 bis 1945 arbeitete er im Treibstoffwerk Lützkendorf der Wintershall AG.
Nach 1939 baute Gotsche eine Widerstandsgruppe auf, die ihren Schwerpunkt im Geiseltal hatte und sich 1942 mit der von Robert Büchner geführten illegalen KPD-Organisation in Eisleben zusammenschloss. Die Organisation trat von da an als Antifaschistische Arbeitergruppe Mitteldeutschland (AAM) auf und wurde von Gotsche, Büchner sowie Kläre und Adolf Jahns geleitet. Die AAM verfügte neben ihren Verbindungen im Mansfelder Land über Kontaktpersonen in Halle, Zeitz, Querfurt, Weißenfels, Erfurt, Gotha und einigen Städten des Rhein-Ruhrgebiets; in den letzten Kriegsjahren gehörte sie zu den zahlenmäßig stärksten und bestorganisierten Widerstandsorganisationen im Reichsgebiet. Engere Beziehungen zu anderen großen kommunistischen Widerstandsgruppen unterhielt die AAM nicht, was dazu beitrug, dass es der Gestapo bis zuletzt nicht gelang, über Spitzel in die Organisation einzudringen.
Im März 1945 rief die AAM zur Gründung bewaffneter Kampfgruppen auf und bildete Anfang April in Eisleben einen illegalen Bürgerausschuss mit anfänglich 26 Mitgliedern sowie eine 120 Mann starke, von ehemaligen RFB- und Reichsbanner-Mitgliedern geführte Miliz, die am 13. April kurz vor dem Einrücken der US-Armee die Polizei entwaffnete und das Rathaus besetzte. Von amerikanischen Offizieren wurde Gotsche zunächst als Landrat des Mansfelder See- und Gebirgskreises eingesetzt, nach einigen Wochen aber wegen „kommunistischer Umtriebe“ entlassen.

### Politiker und Funktionär nach 1945
Gotsche, Büchner und Werner Eggerath versuchten unmittelbar nach Kriegsende, im Mansfelder Raum eine Partei der Werktätigen aufzubauen, die neben Kommunisten auch Sozialdemokraten einbinden sollte und konzeptionell von einer unmittelbar bevorstehenden „neue[n] revolutionäre[n] Welle“ ausging. Nach Angaben Gotsches umfasste diese Organisation, die noch unter amerikanischer Besatzung in einem Eislebener Kino eine illegale Delegiertenkonferenz abhielt, nach kurzer Zeit etwa 10.000 Mitglieder. Der Kreis um Gotsche und Büchner war überrascht, als sich im Sommer 1945 herausstellte, dass die sowjetischen Besatzungsbehörden und die KPD-Führung in Berlin auf der Bildung getrennter Arbeiterparteien bestanden und den politischen Ansatz der Mansfelder Organisation verwarfen.
Nach dem Einzug der Roten Armee wurde Gotsche im Juli 1945 zum 1. Vizepräsidenten, im März 1946 als Nachfolger von Siegfried Berger zum Präsidenten des Regierungsbezirks Merseburg ernannt und wechselte 1947 als Ministerialdirektor ins Ministerium des Innern des Landes Sachsen-Anhalt. 1949 ging Gotsche nach Berlin, wo er in der Folge über zwei Jahrzehnte im engsten Umfeld Walter Ulbrichts arbeitete. Bis 1960 war Gotsche Ulbrichts persönlicher Referent und leitete dessen Sekretariat im Ministerrat, anschließend bis 1971 das Sekretariat des neugeschaffenen Staatsrats. 1963 wurde er Kandidat, 1966 Mitglied des Zentralkomitees der SED, dem er bis zu seinem Tod angehörte. 

### Schriftstellerisches Wirken
Gotsche galt als Förderer der Bewegung schreibender Arbeiter der DDR. Schon 1928 hatte sich Gotsche dem Bund proletarisch-revolutionärer Schriftsteller angeschlossen, nachdem er bereits in den Jahren zuvor regelmäßig Reportagen in kommunistischen Zeitungen veröffentlicht hatte. Sein literarisches Debüt war der Roman Märzstürme, der erstmals 1933 gedruckt, jedoch von den Nationalsozialisten vernichtet wurde. 1953 erschien er in einer erweiterten Fassung, ein zweiter Band wurde 1971 veröffentlicht.
Als sein bedeutendstes Werk, mit dem Gotsche in die sozialistische Literaturgeschichte einging, gilt der Roman Die Fahne von Kriwoj Rog (1959). Das Buch erzählt die Geschichte der gleichnamigen Fahne, die den Mansfelder Bergarbeitern von ukrainischen Kollegen geschenkt wurde. Dieser Roman wurde 1960 als Fernsehkammerspiel durch B. K. Tragelehn nach einem Drehbuch von Heiner und Inge Müller inszeniert. 1967 wurde das Werk unter gleichem Titel von Kurt Maetzig verfilmt.
Ebenfalls verfilmt wurde das Buch Unser kleiner Trompeter; der Film lief 1964 unter dem Titel Das Lied vom Trompeter an.

### Auszeichnungen

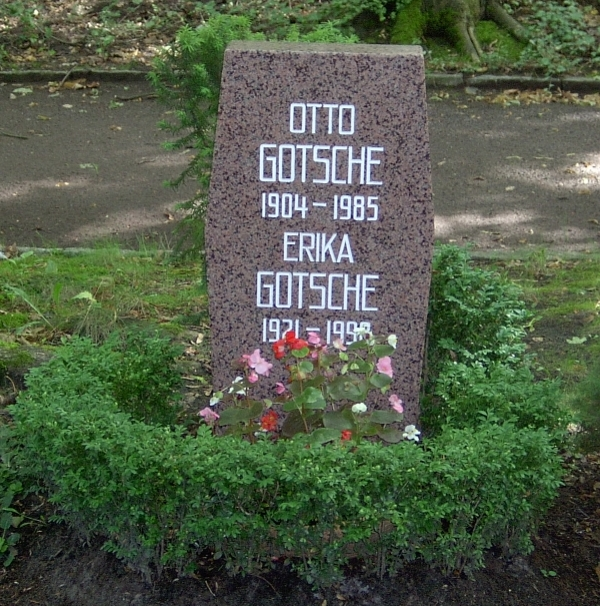
Grab von Otto Gotsche auf dem Zentralfriedhof Friedrichsfelde in Berlin

Für sein Werk erhielt Otto Gotsche 1958 den Nationalpreis der DDR, 1959 den Literaturpreis der DDR, 1964 die Erich-Weinert-Medaille, 1965 den Karl-Marx-Orden und mehrmals den Vaterländischen Verdienstorden (so am 6. Mai 1955 in Silber als Leiter des Sekretariats von Walter Ulbricht), 1979 die Ehrenspange zum Vaterländischen Verdienstorden in Gold sowie 1984 den Orden Stern der Völkerfreundschaft.
Seine Urne wurde in der Gräberanlage Pergolenweg des Berliner Zentralfriedhofs Friedrichsfelde beigesetzt.

## Publikationen (Auswahl)
- Märzstürme. Roman, 1933. (Erste Fassung)[13]
  - Märzstürme. Dietz Verlag, Berlin 1953. (Zweite Fassung)
  - Märzstürme.Roman. Mit einem Nachwort des Verfassers. Dietz Verlag, Berlin 1962. (=Rote Dietz-Reihe 30).
- Tiefe Furchen. Roman des deutschen Dorfes. Band 1 Zwingburgen fallen. Mitteldeutsche Druckerei und Verlags-Anstalt, Halle (Saale) 1949.
- Zwischen Nacht und Morgen. Roman. Mitteldeutscher Verlag, Halle (Saale), 1955.
- Die Märzaktion 1921 in Mitteldeutschland und ihre historische Bedeutung. Dietz Verlag, Berlin 1956. (=Institut für Gesellschaftswissenschaften beim ZK der SED)
- Rudolf Braune: Junge Leute in der Stadt. Roman. Mit einem. Vorwort von Otto Gotsche. Dietz Verlag, Berlin 1958.
- Die Fahne von Kriwoj Rog. Roman. Mitteldeutscher Verlag, Halle (Saale) 1959.
- Auf Straßen, die wir selber bauten. Reportagen und Skizzen vom Werden unserer Republik. Dietz Verlag 1959.
- Edith Zenker (Hrsg.): Wir sind die rote Garde. Proletarische-revolutionäre Literatur 1914–1933. Mit einem Geleitwort von Otto Gotsche und einem Nachwort von Gerhard Seifert. Reclam. Leipzig 1959. (=Reclams Universal-Bibliothek 8580/8586)
- Rudolf Braune: Das Mädchen an der Orga Privat. Ein kleiner Roman aus Berlin. Mit einem Nachwort von Otto Gotsche. Dietz Verlag, Berlin 1960. (=Rote Dietz-Reihe 2)
- Hans Marchwitza: Schlacht vor Kohle. Aus dem Leben der Ruhrkumpels. Mit einem Nachwort von Otto Gotsche. Verlag des Ministeriums für nationale Verteidigung, Berlin 1960. (=Kämpfende Kunst)
- Unser kleiner Trompeter. Roman. Mitteldeutscher Verlag, Halle (Saale) 1961.
  - Unser kleiner Trompeter. Schauspiel nach dem Roman von Otto Gotsche. Musik: Jean Kurt Forest. Henschelverlag, Berlin 1964.
- Wahlen in der DDR – Ausdruck echter Selbstbestimmung des Volkes. Rede des Sekretärs des Staatsrates, Otto Gotsche, zur Begründung des Wahlgesetzes vor der Volkskammer der DDR am 31. Juli 1963 und die von der Volkskammer und dem Staatsrat erlassenen wahlgesetzlichen Bestimmungen. Staatsverlag der DDR, Berlin 1963.
- Zwischen Nacht und Morgen. Roman. Mitteldeutscher Verlag, Halle (Saale) 1964.
- Gefahren und Gefährten. Erzählungen und Skizzen. Mitteldeutscher Verlag, Halle (Saale) 1966.
- Stärker ist das Leben. Roman. Mitteldeutscher Verlag, Halle (Saale) 1967.
- Ardak und Schneedika. Illustrationen von Hans Baltzer. Kinderbuchverlag, Berlin 1968.
- Links und rechts vom Äquator. Reisenotizen aus Lateinamerika. Mitteldeutscher Verlag, Halle (Saale) 1971.
- Gesammelte Werke in Einzelausgaben. 9 Bände. Hrsg. von Gerd Noglik. Mitteldeutscher Verlag, Halle 1971 ff.
  - Die Fahne von Kriwoj Rog.
  - März Stürme.
    - Die Bergjungen.
    - Die Provokation.

  - Unser kleiner Trompeter.
  - Zwischen Nacht und Morgen.
  - Tiefe Furchen.
  - Stärker ist das Leben.
  - Gefahren und Gefährten (2 Bände)
- Im Mittelmeer. Reisenotizen. Mitteldeutscher Verlag, Halle (Saale) 1972.
- Mein Dorf. Geschichte und Geschichten. Mitteldeutscher Verlag, Halle (Saale) 1974.
- Zeitvergleich. Anekdoten und Situationen. Mit Illustrationen von Rolf Kuhrt. Mitteldeutscher Verlag, Halle (Saale) 1974.
- … und haben nur den Zorn. Roman. Mitteldeutscher Verlag, Halle (Saale) 1975.
- Der Weg zum festen Bündnis. Begegnungen in 4 Jahrzehnten. Union Verlag, Berlin 1977.
- Korn für Dortmund. Illustrationen von Hans Mau. Kinderbuchverlag, Berlin 1979.
- Die seltsame Belagerung von Saint Nazaire. Roman. Mitteldeutscher Verlag, Halle (Saale) 1979.[14]
- Erlebt und aufgeschrieben. Aufsätze, Repliken, Reden. Mitteldeutscher Verlag, Halle (Saale) 1981.
- Standort Marstall. Militärverlag, Berlin 1981.
- Die Hemmingstedter Schlacht. Roman über die Bauernrepublik Dithmarschen. Mitteldeutscher Verlag, Halle (Saale) 1982

### Aufsätze
- Ueber Willi Bredels Romane. I. Kritik der Anderen – Einige Bemerkungen zur Frage der Qualifikation unserer Literatur. In: Die Linkskurve. 4. Jg. Nr. 4 April 1932, S. 28–30.
- Der Schatz im Haus Nr 24. Textzeichngen von Hans Räde. Verlag Sport und Technik, Berlin 1956. (=Der junge Patriot Heft 2)
- Der Standortkommandant. In: Mansfelder Heimatblätter. Eisleben. Rat der Stadt Eisleben. Hettstedt, Rat der Stadt Hettstedt. Band 6. 1987, S. 17–18.
- Die Durchbruchschlacht. In: Mansfelder Heimatblätter. Eisleben. Rat der Stadt Eisleben. Hettstedt, Rat der Stadt Hettstedt. Band 6. 1987, S. 23–26.
- Trecker, Schlepper und Füller im Ausstand 1908. In: Mansfelder Heimatblätter. Eisleben. Rat der Stadt Eisleben. Hettstedt, Rat der Stadt Hettstedt. Band 6. 1987, S. 18–22.

## Verfilmungen von Gotsches Werken
- Das Lied vom Trompeter, 1964, Regie: Konrad Petzold
- Tiefe Furchen, 1965,  Regie: Lutz Köhlert
- Die Fahne von Kriwoj Rog, 1967,  Regie: Kurt Maetzig